# Mořic Pícha
Mořic Pícha (18. dubna 1869 Šebetov – 12. listopadu 1956 Hradec Králové) byl český duchovní, apoštolský protonotář, kapitulní vikář pražské arcidiecéze, 22. biskup královéhradecký, církevní právník a duchovní převor Vojenského a špitálního řádu sv. Lazara Jeruzalémského.

## Život
Po teologických studiích v Římě byl 25. února 1893 v Lateránské bazilice vysvěcen na kněze. Nejdříve působil na Karlovarsku. Od roku 1897 byl ceremoniářem pražských arcibiskupů, z nichž Lev Skrbenský ho jmenoval svým osobním tajemníkem. V roce 1912 se stal metropolitním kanovníkem u sv. Víta. V dalších letech pracoval jako kancléř arcibiskupské konzistoře, generální a kapitulní vikář, zkušební komisař při rigorózech na bohoslovecké fakultě. Rovněž byl činný při manželském církevním soudu, ve správě arcibiskupského semináře, Arnoštovy koleje, Haléře sv. Vojtěcha nebo Piova spolku. Poté, co pražský arcibiskup Pavel Huyn odešel v roce 1918 do exilu, jmenoval Píchu, aby jako kapitulní vikář řídil arcidiecézi. Tu řídil do jmenování nového arcibiskupa v roce 1919.
Mořic Pícha byl také ředitelem Díla šíření víry a redaktorem jeho věstníku. Za své zásluhy byl jmenován apoštolským protonotářem (1921) a při pouti do Říma 1923 u příležitosti třicátého výročí jeho svěcení ho papež Pius XI. přijal v soukromé audienci. Pícha byl uznávaný právník, proto se podílel na přípravách a později i uskutečňování modu vivendi, který byl uzavřen mezi československou vládou a Apoštolským stolcem v roce 1928.
Po vynucené rezignaci arcibiskupa Kordače v červenci 1931 byl krátce kapitulním vikářem pražské arcidiecéze a dne 22. října 1931 byl jmenován královéhradeckým biskupem; konsekrován byl o měsíc později v katedrále sv. Víta. Dne 5. prosince téhož roku přijel do Hradce Králové, kde při slavnostním uvítání řekl: „Přicházím v důvěře v Boha a jeho pomoc, spoléhaje na vaši spolupráci a na své vlastní síly. Jsem již ve věku pokročilejším, zato mám větší zkušenosti a více vědomostí, které mi dávají naději, že budu jich moci plně využiti ve svém novém úřadě. Přináším dobrou vůli a snahu a přeji si jen vaší lásky. Bude-li mezi námi panovat mír, pochopení a vzájemná láska, bude Hradec opravdovým hradem míru a pokoje“.
Tento apoštolský program pak shrnul i následujícího dne při své intronizaci. Biskup Pícha sledoval vývoj charitativní i misionářské činnosti, pečoval o opravy chrámů a jiných církevních historicko-uměleckých památek. Byl krajně nedůvěřivý k jakýmkoli inovacím v církvi. Diecézi vedl pevnou rukou a jakoukoli neposlušnost nebo morální selhání podřízených neváhal přísně trestat. Za svoji přísnost si dokonce vysloužil přezdívku „Ivan Hrozný“.
Roku 1937 jej při obnově českého velkopřevorství Vojenského a špitálního řádu sv. Lazara Jeruzalémského jeho první velkopřevor Karel VI. Schwarzenberg jmenoval prelátem velkokřižníkem a zároveň duchovním převorem. V této funkci zůstal až do své smrti. Od odchodu Karla VI. do exilu v roce 1948 byl nejvyšším představitelem řádu na území Čech.
V době 2. světové války byl s ostatními biskupy a ordináři nucen k projevům loajality vůči Velkoněmecké říši (zaslal například blahopřejný dopis Emanuelu Moravcovi). Na konci války ho K. H. Frank, který se pokoušel o separátní mír se západními mocnostmi, použil jako prostředníka ke kontaktům s Apoštolským stolcem. Díky této vynucené spolupráci s nacisty se stal terčem diskreditační kampaně po roce 1945.
Po roce 1948 se společně snažil o dohodu církve se státem, poté co se tato možnost ukázala jako beznadějná, připojil se Pícha k odporu ostatních biskupů. Dne 15. června 1949 spolupodepsal pastýřský list Hlas československých biskupů a ordinářů věřícím v hodině velké zkoušky a v neděli 19. června jej veřejně přečetl. V dubnu 1950 předčasně vysvětil 19 seminaristů a 30. dubna 1950 tajně vysvětil na biskupa tehdejšího vicerektora diecézního semináře Karla Otčenáška.
Od 3. května 1950 byl v domácím vězení a postupně začal spolupracovat s komunistickým režimem. 12. března 1951 složil slib věrnosti republice, který byl podmínkou pro výkon jakékoliv duchovenské činnosti. Jeho izolace byla zrušena a biskup směl opět přijímat návštěvy. Vztah biskupa Píchy ke státu po složení slibu lze označit jednoznačně za loajální. Navzdory všem pozdějším legendám s komunistickým režimem skutečně spolupracoval, i když zřejmě ne s nadšením a z přesvědčení. Naopak o biskupech, kteří slib nesložili, se vyjadřoval před zmocněncem nelichotivě.
Jeho pastýřské listy po složení slibu byly již natolik prokomunistické, že je někteří kněží odmítali číst, dílem pro jejich obsah, dílem z přesvědčení, že nemůže být jejich skutečným autorem. Biskup za to nejdříve několik z nich suspendoval pro neposlušnost, vyvolalo to však natolik veliké pobouření v jejich farnostech, že to bylo nepříjemné i SÚC, jehož úředníci další suspendace biskupovi rozmluvili.
Zemřel na rakovinné onemocnění ve večerních hodinách 12. listopadu 1956 ve vojenské nemocnici v Hradci Králové. V neděli 18. listopadu byla jeho rakev vystavena v katedrále sv. Ducha a o den později se konal pohřeb. V pondělí večer byl Mořic Pícha pohřben v Chrasti u Chrudimi.

## Biskupská genealogie
Následující tabulka obsahuje genealogický strom, který ukazuje vztah mezi svěcencem a světitelem – pro každého biskupa na seznamu je předchůdcem jeho světitel, zatímco následovníkem je biskup, kterého vysvětil. Rekonstrukcím a vyhledáním původu v rodové linii ze zabývá historiografická disciplína biskupská genealogie.
1. kardinál Scipione Rebiba
2. kardinál Giulio Antonio Santorio
3. kardinál Girolamo Bernerio, OP
4. arcibiskup Galeazzo Sanvitale
5. kardinál Ludovico Ludovisi
6. kardinál Luigi Caetani
7. kardinál Ulderico Carpegna
8. kardinál Paluzzo Paluzzi Altieri Degli Albertoni
9. papež Benedikt XIII.
10. papež Benedikt XIV.
11. arcibiskup Enrico Enríquez
12. arcibiskup Manuel Quintano Bonifaz
13. kardinál Buenaventura Córdoba Espinosa de la Cerda
14. kardinál Giuseppe Maria Doria Pamphilj
15. papež Pius VIII.
16. papež Pius IX.
17. kardinál Gustav Adolf von Hohenlohe-Schillingsfürst
18. arcibiskup Salvatore Magnasco
19. arcibiskup Gaetano Alimonda
20. arcibiskup Teodoro Valfrè di Bonzo
21. arcibiskup František Kordač
22. arcibiskup Karel Kašpar
23. Mořic Pícha